# 저주의 기간
"저주의 기간"(The Cursed)는 한국에서 제작된 허정 감독의 2010년 드라마, 공포 영화이다. 김미선 등이 주연으로 출연하였고 오상호 등이 제작에 참여하였다.

## 출연

### 주연
- 김미선
- 김유빈
- 김소숙
- 김영철
- 오동주
- 이상민

## 기타
- 조감독: 하혜정
- 조감독: 홍태이
- 믹싱: 정민주
- 미술: 임오정